# Chartocerus thusanoides
Chartocerus thusanoides är en stekelart som först beskrevs av Girault 1915.  Chartocerus thusanoides ingår i släktet Chartocerus och familjen långklubbsteklar. Inga underarter finns listade i Catalogue of Life.